# Aleksiej Gusarow
Aleksiej Wasiljewicz Gusarow, ros. Алексей Васильевич Гусаров (ur. 8 lipca 1964 w Leningradzie) – rosyjski hokeista, reprezentant ZSRR i Rosji, dwukrotny olimpijczyk. Działacz i trener hokejowy.

## Kariera zawodnicza
- SKA Leningrad (1981-1984)
- CSKA Moskwa (1984-1990)
- Quebec Nordiques (1990-1995)
  -  Halifax Citadels (1990-1991)
- Colorado Avalanche (1995-2000)
- New York Rangers (2000-2001)
- St. Louis Blues (2001)

Wychowanek SKA Leningrad. Uczestniczył w turniejach Mistrzostw Świata edycji 1985, 1986, 1987, 1989, 1990, 1991, zimowych igrzyskach olimpijskich 1988, 1998 oraz w meczach Rendez-vous ’87.

## Kariera szkoleniowa i menedżerska
Od 2011 był asystentem menedżera generalnego w macierzystym klubie SKA Sankt Petersburg. Od 2012 jednocześnie asystent trenera drużyny. Po sezonie KHL (2013/2014) odszedł ze SKA. Ponadto w ramach amatorskich rozgrywek hokejowych, powołanych przez prezydenta Władimira Putina i weteranów radzieckiego i rosyjskiego hokeja pod nazwą Nocna Hokejowa Liga działa w radzie dyrektorów jako kurator Konferencji Sankt Petersburg. W czerwcu 2014 został trenerem obrońców w klubie HK Soczi i pracował tam do 2017. W 2018 został skautem dla swojego byłego klubu w NHL, Colorado Avalanche.

## Sukcesy
Reprezentacyjne
- Złoty medal mistrzostw świata juniorów do lat 20: 1984 z ZSRR
- Drugie miejsce w Canada Cup: 1987 z ZSRR
- Złoty medal zimowych igrzysk olimpijskich: 1988 z ZSRR
- Srebrny medal zimowych igrzysk olimpijskich: 1998 z Rosją
- Brązowy medal mistrzostw świata: 1985, 1991 z ZSRR
- Złoty medal mistrzostw świata: 1986, 1989, 1990 z ZSRR
- Srebrny medal mistrzostw świata: 1987 z ZSRR

Klubowe
- Złoty medal mistrzostw ZSRR: 1985, 1986, 1987, 1988, 1989 z CSKA
- Puchar ZSRR: 1988 z CSKA
- Puchar Europy: 1985, 1986, 1987, 1988, 1989, 1990 z CSKA
- Puchar Stanleya: 1996 z Colorado Avalanche

Indywidualne
- Mistrzostwa Europy juniorów do lat 18 w hokeju na lodzie 1982:
  - Najlepszy obrońca turnieju[2]
  - Skład gwiazd turnieju
- Mistrzostwa Świata Juniorów do lat 20 w 1984:
  - Najlepszy obrońca turnieju

Wyróżnienia
- Zasłużony Mistrz Sportu ZSRR w hokeju na lodzie: 1988
- Triple Gold Club: 1996
- Rosyjska Galeria Hokejowej Sławy: 2014